# Braun-Segge
Die Braun-Segge (Carex nigra), auch Wiesen-Segge genannt, ist eine Pflanzenart aus der Gattung der Seggen (Carex) innerhalb der Familie der Sauergrasgewächse (Cyperaceae). Sie ist auf der Nordhalbkugel weitverbreitet. Sie ist häufig sowie formenreich, wächst an nassen Standorten und kennzeichnet die nach ihr benannten Braunseggen-Sumpfgesellschaften der Kleinseggenriede.

## Beschreibung

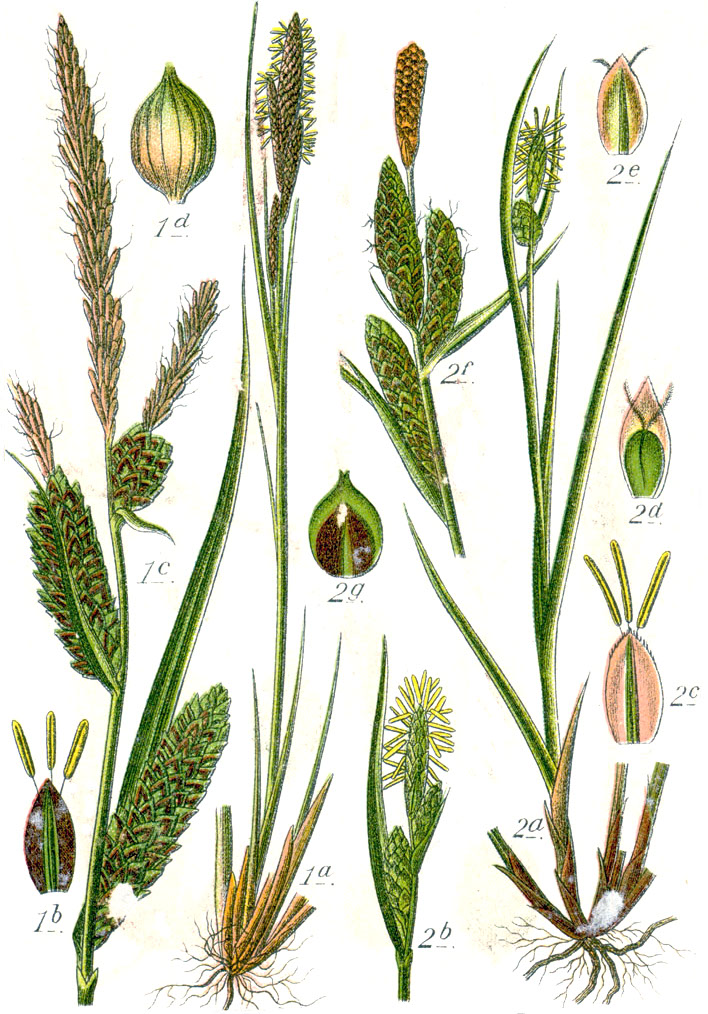
Schlank-Segge (Carex acuta, Syn.: Carex stricta) links; Braun-Segge (Carex nigra, Syn.: Carex goodenoughii) rechts

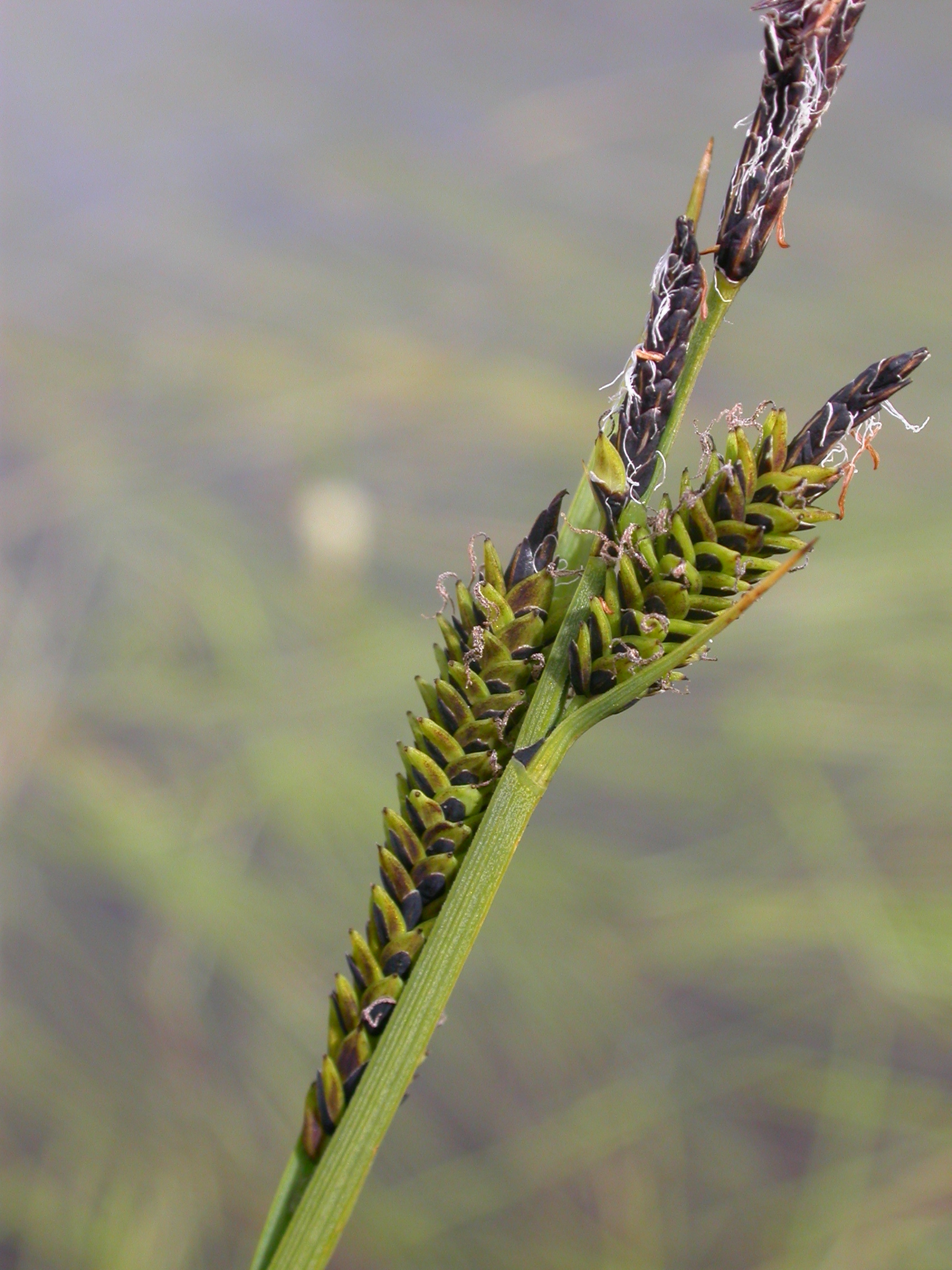
Blütenstand

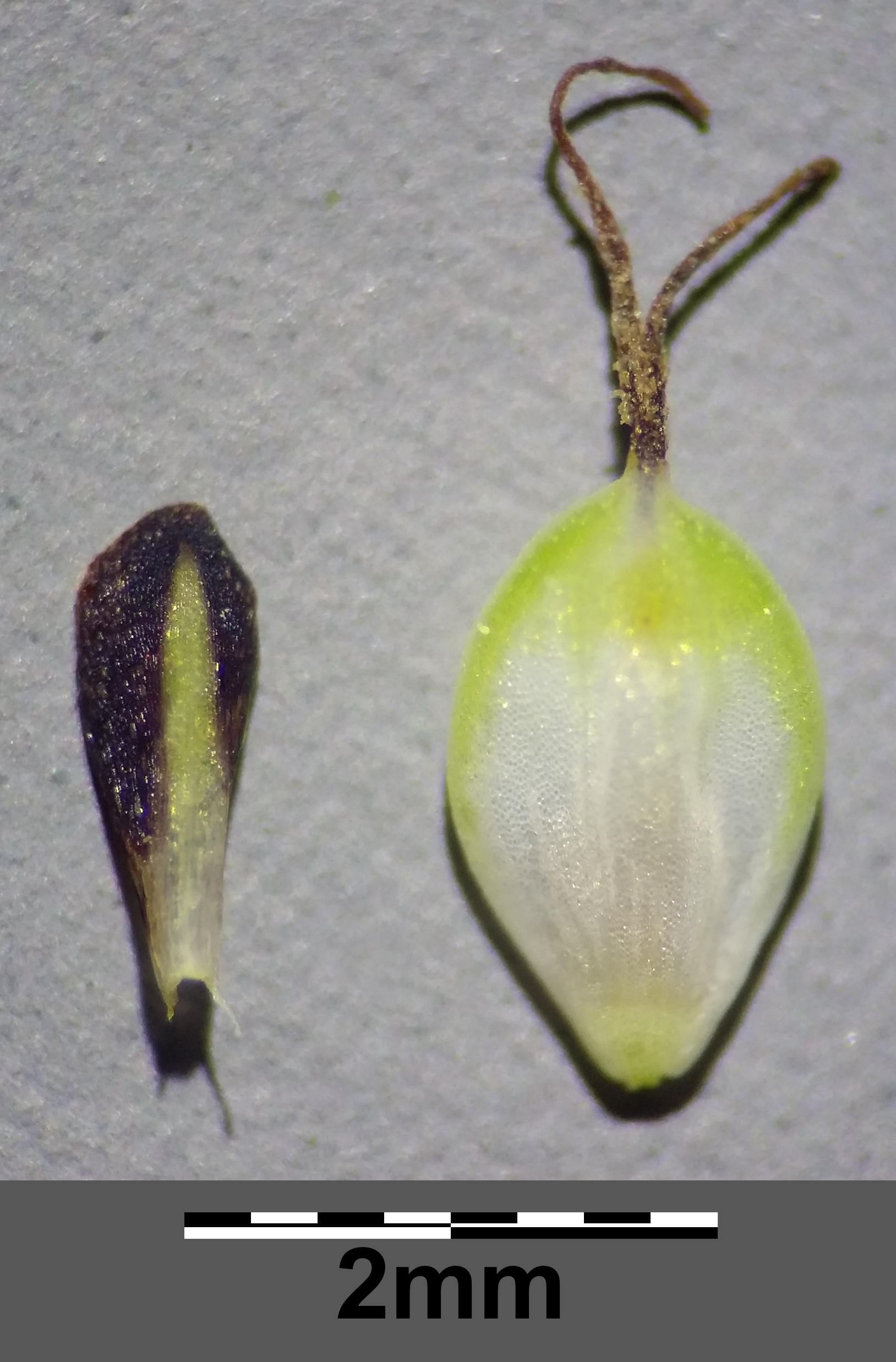
Spelze (links) mit Schlauch (rechts)

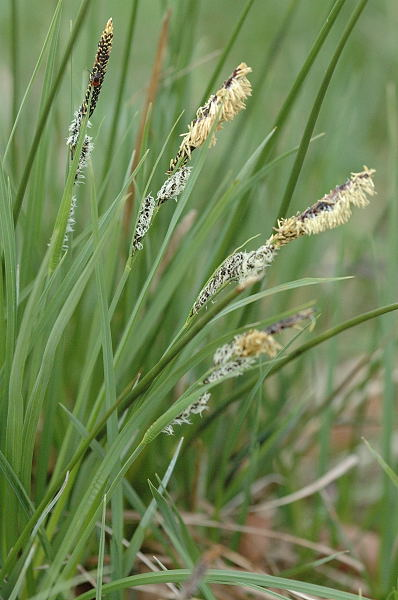
Habitus, Laubblätter und Blütenstände

### Vegetative Merkmale
Die Braun-Segge ist eine sommergrüne, ausdauernde, krautige Pflanze, die Wuchshöhen von 10 bis 50, selten bis zu 90 Zentimetern erreicht. Sie bildet durch lange unterirdische Sprossausläufer lockere bis dichte Rasen. Der Grund des Stängels ist rundlich-dreikantig mit zahllosen blattlosen, braun bis rotbraunen Scheiden; sonst ist der Stängel scharf dreikantig, steif und etwa 1 Millimeter dick und nur am Grund beblättert. Die Blattspreiten sind ziemlich starr aufrecht, kürzer als der Stängel, 1 bis 3, selten bis zu bis 5 Millimeter breit und an den Rändern rau. Die mehr oder weniger aufrechten, zur Spitze überhängenden, dunkelgrau-grünen Laubblätter sind bis zu 100 Zentimeter lang, parallelrandig, flach bis leicht knickrandig beziehungsweise im Querschnitt V-förmig und an den Rändern rau. Die Blattscheiden sind dreikantig, gelb-braun bis rot-braun, matt oder glänzend, und oft mit feinen Gitternerven durchzogen. Die Scheidenmündung ist immer etwas bogig ausgerandet. Die vordere Scheidenwand ist dünn-weißhäutig, meist lappig zerfallend und mit dem weißen, nicht hochgehenden Blatthäutchen (Ligulae) oft hautkragenartig verbunden und ist 1 bis 3 Millimeter lang.
Die Blätter sind epistomatisch, das heißt die Spaltöffnungen liegen auf der Blattoberseite – im Gegensatz zu der hypostomatischen Schlank-Segge (Stomata unten) und der amphistomatischen Bastard-Schlank-Segge (Stomata oben und unten).

### Generative Merkmale
Der Blütenstängel ist scharf dreikantig, schlank, fest, aufrecht oder aufsteigend und im oberen Teil rau. Das unterste Hüllblatt ist laubblattartig und meist kürzer als der Blütenstand. Der aufrechte und meist nicht über 10 Zentimeter lange Blütenstand enthält ein bis zwei gestielte, dunkel-purpurfarbene, männliche und darunter befindliche zwei bis vier sitzende, schwarz-grüne, weibliche Ährchen. Die weiblichen Ährchen sind aufrecht und bei einer Länge von meist 2 bis 3 (1 bis 5) Zentimetern sowie einer Breite von 3 bis 5 Millimetern länglich-eiförmig bis kurz-zylindrisch. Die männlichen Ährchen sind bei einer Länge von 1 bis 3 Zentimetern sowie einer Breite von etwa 2 Millimetern schmal-zylindrisch. Die schwarzen Spelzen der weiblichen Blüten sind bei einer Länge von 1,5 bis 2,5 Millimetern sowie einer Breite von 1 bis 1,5 Millimetern eiförmig bis länglich-eiförmig, grün gekielt mit sehr schmalen weißhäutigen Rändern. Die Fruchtschläuche (Utriculi) sind grün, oben braun, außen gewölbt und innen flach. Sie sind 2 bis 3 Millimeter lang sowie 1,5 bis 2 Millimeter breit und damit länger als die Spelzen. Sie umgeben die zweinarbigen Fruchtknoten und später die braunen Schließfrüchte und tragen oben einen sehr kurzen, nicht eingeschnittenen Schnabel.
Die grau- bis dunkel-braunen Früchte sind bei einer Länge von 1,5 bis 2 Millimetern sowie einer Breite von 1 bis 1,5 Millimetern eiförmig.
Die Chromosomenzahl beträgt 2n = 80, 82, 84 oder 88.

## Ökologie und Phänologie
Die Braun-Segge ist ein Geophyt, bei dem die Überdauerungsorgane (Rhizome) unter der Erdoberfläche liegen. So kann das Pflanzenexemplar ungünstige Jahreszeiten überdauern und im Frühling wieder austreiben.
Bei der Braun-Segge handelt es sich um eine Sumpfpflanze (Helophyt). Als Halblicht- bis Volllichtpflanze erträgt sie keine Beschattung. Sie wird auf günstigeren Standorten mit besserer Nährstoffversorgung schnell von höherwüchsigen Arten verdrängt.
Die Blütezeit reicht von Mai bis Juni; die Früchte reifen von Juli bis August. Die Bestäubung erfolgt durch den Wind (Anemogamie). Die Ausbreitung der Diasporen erfolgt durch Wind (Anemochorie), Wasser (Hydrochorie) oder durch Selbstausbreitung (Autochorie).

Kleinseggenried in Kärnten mit der Braun-Segge (Carex nigra) und dem Schmalblättrigen Wollgras (Eriophorum angustifolium)

## Vorkommen
Die Braun-Segge ist auf der Nordhalbkugel in den gemäßigten Gebieten weitverbreitet. Sie kommt außer in Europa im nördlichen und westlichen Asien, in Nordafrika, in Nordamerika und in Grönland vor. Die Braun-Segge ist in fast ganz Europa häufig vorzufinden. Sie kommt in fast allen Ländern Europas vor und fehlt nur in Nordmazedonien und im europäischen Teil der Türkei. In den Allgäuer Alpen steigt sie zu bis einer Höhenlage 2100 Metern auf. Oberhalb des Riffelsees bei Zermatt im Kanton Wallis kommt sie bei einer Höhenlage bis zu 2800 Metern vor.
Sie wächst auf subneutralen, meist kalkarmen, nährstoffarmen bis mäßig nährstoffreichen Böden mit pH-Werten zwischen 4,8 und 6,4, meist aber auf sauren Torfen. Der Schwerpunkt liegt auf stark wechselfeuchten bis -nassen, sauren und stickstoffarmen Böden. Sie ist die Charakterart der Pflanzengesellschaften der Braunseggensümpfe (Ordnung: Caricetalia nigrae). Diese sind vor allem durch dunkel- bis rot- oder goldbraun gefärbte Braunmoose (Amblystegiaceae) gekennzeichnet. Die Kleinseggenriede bilden großflächigere Bestände in Basen-Zwischenmooren oder sind kleinflächig in Feuchtwiesen eingestreut, kommen aber auch in Kontakt mit Röhrichtgesellschaften von Gewässern oder in vermoorten Dünentälern von Inseln vor.

## Taxonomie und Systematik
Die Erstveröffentlichung erfolgte 1753 als Varietät Carex acuta var. nigra durch Carl von Linné in Species Plantarum, Tomus II, Seite 978. Den Rang einer Art Carex nigra (L.) Reichard wurde 1778 durch Johann Jakob Reichard in Flora Moeno-Francofurtana, Band 2, Seite 96 veröffentlicht.
Während bei Haeupler et al. 2000 für Deutschland eine intraspezifische Gliederung der Art als nicht sinnvoll erachtet wird, nennt Govaerts et al. 2007 fünf Unterarten:
- Carex nigra subsp. alpina (Gaudin) Lemke: Sie kommt in den Gebirgen Mitteleuropas, Südwesteuropas und in der nordwestlichen Türkei (nur Ulu Da) vor.[3]
- Carex nigra subsp. intricata (Tineo) Rivas: Sie kommt im marokkanischen Atlasgebirge, in der spanischen Sierra Nevada, auf Korsika und auf Sizilien vor.[3]
- Binsenartige Segge (Carex nigra subsp. juncea (Fr.) Soó, Syn.: Carex juncella (Fr.) Th.Fr.): Sie ist von Nord- sowie Mitteleuropa über Zentralasien und Sibirien bis Russlands Fernem Osten sowie bis zur Mongolei weitverbreitet. Sie kommt in den Niederlanden und in der Schweiz im Oberengadin vor.[7] Die ökologischen Zeigerwerte nach Landolt et al. 2010 sind in der Schweiz für diese Unterart: Feuchtezahl F = 5w+ (überschwemmt aber stark wechselnd), Lichtzahl L = 4 (hell), Reaktionszahl R = 2 (sauer), Temperaturzahl T = 2 (subalpin), Nährstoffzahl N = 2 (nährstoffarm), Kontinentalitätszahl K = 4 (subkontinental).[8]
- Carex nigra (L.) Reichard subsp. nigra (Syn.: Carex alboatra Willd. ex Kunth, Carex angustifolia Sm., Carex antucensis Kunze ex Kunth, Carex aquanigra B.Boivin, Carex compacta Krock. ex Hoppe nom. illeg., Carex eboracensis Nelmes, Carex fusca All., Carex gibsonii Bab., Carex goodenowii J.Gay, Carex intermedia Miègev., Carex malazena Steud., Carex melaena Wimm., Carex melanolepis Phil., Carex polyandra Schkuhr, Carex rufa Lam.,Carex subcaespitosa (Kük.) Wiinst., Carex tumida Beilschm., Carex acuta var. minor Sw., Carex acuta var. angustifolia Celak., Carex acuta var. macrocarpa Celak., Carex acuta var. oxylepis Sanio, Carex acuta var. turfosa Sanio, Carex cespitosa var. curvata F.Fleisch., Carex cespitosa var. recta F.Fleisch., Carex cespitosa var. polymorpha Laest., Carex cespitosa var. goodenowii (J.Gay) Fiori & Paol., Carex rigida var. goodenowii (J.Gay) L.H.Bailey, Carex rigida var. strictiformis L.H.Bailey, Carex vulgaris var. tornata Fr., Carex vulgaris var. atra Peterm., Carex vulgaris var. chlorostachya Rchb., Carex vulgaris var. polygama Rchb., Carex vulgaris var. humilior Maly, Carex vulgaris var. bructeri G.Mey., Carex vulgaris var. rigida Blytt, Carex vulgaris var. teres Boott, Carex vulgaris var. angustifolia A.Blytt, Carex vulgaris var. subramosa Meinsh., Carex vulgaris var. intermedia Nyman, Carex vulgaris var. melaena (Wimm.) Nyman, Carex vulgaris var. tenuis Hartm. ex Lange, Carex vulgaris var. strictiformis L.H.Bailey, Carex vulgaris var. salinoides Kük., Carex vulgaris var. sabulosa Meinsh., Carex vulgaris var. elatior Holm nom. illeg., Carex vulgaris var. hydrophila Holm,  Carex vulgaris var. fuliginosa (A.Braun) Husn., Carex nigra var. strictiformis (L.H.Bailey) Fernald, Carex nigra subsp. recta (F.Fleisch.) Rothm., Carex nigra subsp. tornata (Fr.) Rothm., Carex nigra var. recta (F.Fleisch.) Hyl., Carex nigra var. stenocarpa (Kük.) Soó, Carex nigra subsp. iberica Rivas Mart.): Sie ist von Europa bis Ostasien und von Kanada bis in die Vereinigten Staaten verbreitet.[3] Die ökologischen Zeigerwerte nach Landolt et al. 2010 sind in der Schweiz für diese Unterart: Feuchtezahl F = 4+w+ (nass aber stark wechselnd), Lichtzahl L = 4 (hell), Reaktionszahl R = 2 (sauer), Temperaturzahl T = 2+ (unter-subalpin und ober-montan), Nährstoffzahl N = 2 (nährstoffarm), Kontinentalitätszahl K = 3 (subozeanisch bis subkontinental).[9]
- Carex nigra subsp. transcaucasica (T.V.Egorova) Jim.Mejías, G.E.Rodr.-Pal., Amini Rad & Martín-Bravo: Die Neukombination erfolgte 2015. Diese Unterart kommt von der Türkei über den Kaukasusraum bis zum Iran sowie Irak vor.[3]

Die Braun-Segge bildet mit der Schlank-Segge (Carex acuta) eine Hybride, die Bastard-Schlank-Segge (Carex ×elytroides E.M.Fries). Weiters wird eine Hybride zwischen der Braun-Segge und der Breitblättrigen Steif-Segge (Carex elata) beschrieben, namentlich die Bastard-Steif-Segge (Carex ×turfosa Fr.).